# Ethel Smith (atletinja)
Ethel May Smith-Stewart, kanadska atletinja, * 5. julij 1907, Toronto, Kanada, † 31. december 1979, Toronto.
Nastopila je na Poletnih olimpijskih igrah 1928 v Amsterdamu, kjer je osvojila naslov olimpijske prvakinje v štafeti 4x100 m in bronasto medaljo v teku na 100 m.